# 키르시 수레시
키르시 수레시(힌디어: कीर्ति सुरेश, 영어: Keerthy Suresh, 1992년 10월 17일 ~ )는 인도의 배우, 모델이다. 프로듀서 G. 수레시 쿠마르와 배우 메나카의 딸이다. 2018 내셔널 필름 어워드 여우주연상 수상자이다.